# Wolfgang Getrost
Wolfgang Getrost (* 28. Mai 1951) ist ein ehemaliger deutscher Fußballspieler.

## Sportlicher Werdegang
Getrost entstammt der Jugend des FC Germania Friedrichsfeld und des VfR Mannheim. Er stand in den 1970er Jahren beim SV Röchling Völklingen unter Vertrag, wo er die meiste Zeit Ersatztorhüter hinter Jürgen Stars war. Bei der 1:3-Auswärtsniederlage gegen den SV Darmstadt 98 kam er am  5. März 1976 zu seinem einzigen Einsatz in der 2. Bundesliga. Später kehrte er zum VfR Mannheim zurück und spielte zeitweise für die SG Kirchheim/Heidelberg in der Verbandsliga Baden, ehe er 1980 abermals zum VfR Mannheim in die Oberliga Baden-Württemberg wechselte. Anfangs Stammtorhüter, zog er 1982 unter dem neu verpflichteten Trainer Rudi Dielmann gegenüber dem Neuzugang Peter Gadinger den Kürzeren. Daraufhin verließ er im Sommer 1983 den Klub in Richtung FV 03 Ladenburg, über die Verbandsligisten SV Neckargerach und SV 98 Schwetzingen kam er 1987 jedoch wieder in die Oberliga und stand unter Trainer Reinhold Fanz im Kades des FV Weinheim. Unter Spielertrainer Stephan Groß kam er in der Spielzeit 1987/88 zu 15 Spieleinsätzen in der Oberliga, als Meister qualifizierte er sich mit dem Klub für die Aufstiegsrunde zur 2. Bundesliga. Dort stand er in allen sechs Partien gegen den 1. FSV Mainz 05, Viktoria Aschaffenburg und die SpVgg Unterhaching im Tor, mit nur einem Sieg verpasste die Mannschaft als Gruppenletzter den Aufstieg deutlich. In der folgenden Spielzeit rückte er hinter dem vom Karlsruher SC verpflichteten Torhüter Stefan Wimmer und Eigengewächs Matthias Arnold wieder ins zweite Glied und war mit drei Saisoneinsätzen einer von vier im Saisonverlauf eingesetzten Spieler auf dieser Position.
Im Frühjahr 1990 übernahm Getrost zeitweise als Nachfolger des entlassenen Horst-Dieter Strich das Traineramt beim in Abstiegsgefahr geratenen FV Weinheim, für den er im Saisonverlauf noch zwei Partien bestritten hatte. Für die letzten drei Partien stand mit Mitspieler Siegmund Olscha erneut ein Spielertrainer an der Seitenlinie. Später war Getrost noch als Scout für den SV Sandhausen tätig, den er im Sommer 2013 in Richtung Holstein Kiel verließ.